# Séquence d'ouverture des Simpson
 (avril 2025).
Si vous disposez d'ouvrages ou d'articles de référence ou si vous connaissez des sites web de qualité traitant du thème abordé ici, merci de compléter l'article en donnant les références utiles à sa vérifiabilité et en les liant à la section « Notes et références ».

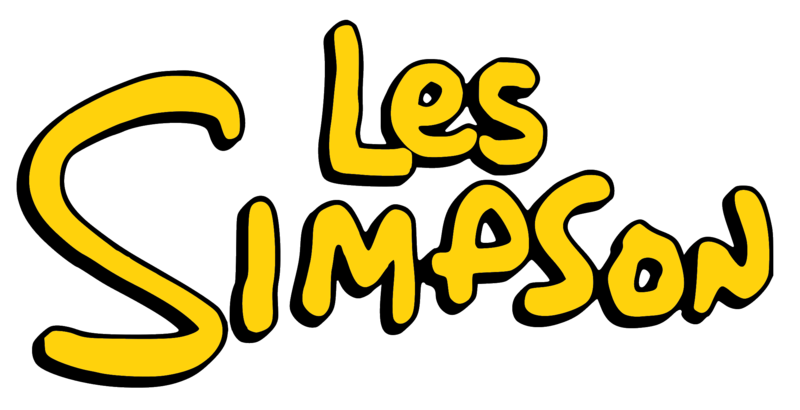
Logo francophone de la série

La séquence d'ouverture de la série animée américaine Les Simpson fait partie des séquences d'ouverture télévisuelles les plus populaires, notamment du fait de la longévité de la série, avec une des musiques les plus reconnaissables, cette musique n'ayant que très peu évolué au cours du temps. Le premier épisode à utiliser cette séquence était le deuxième épisode de la série Bart le génie (saison 1 - épisode 2).
Cette séquence d'ouverture a subi deux révolutions majeures au long de son existence.
La première a eu lieu au début de la seconde saison lorsque cette séquence a été entièrement réanimée afin d'améliorer la qualité de l'image. Cela était également un moyen de changer certains plans pour ajouter de nouveaux personnages apparus au long de la première saison.
La seconde révolution a amené une séquence entièrement retravaillée en 720p HD, pour accompagner le passage à la haute définition de la série. Ce changement a eu lieu le 15 février 2009 lors de la diffusion du dixième épisode la 20e saison intitulé Prenez ma vie, je vous en prie.

## Séquences d'ouverture
La séquence d'ouverture des Simpson est une des caractéristiques les plus mémorables de la série. Presque tous les épisodes s'ouvrent par un zoom sur le titre Les Simpson, puis vers la ville de Springfield. Par la suite, on suit les membres de la famille rentrant à la maison simultanément, sans se saluer, afin de s'installer sur le canapé pour regarder la télévision. Le générique permet de cerner rapidement la personnalité et le caractère des personnages. Il a été créé par David Silverman, premier travail qu'il a effectué au début de la production de la série. La musique du générique a été composée par le musicien Danny Elfman en 1989, après que Matt Groening lui a commandé un morceau de style rétro. Pour Danny Elfman, ce morceau, dont la création demanda deux jours, est le plus populaire de sa carrière.

### Saison 1 (1989)
La séquence d'ouverture des Simpson apparaît pour la première fois lors de la diffusion du deuxième épisode de la première saison, Bart le génie, le 14 janvier 1990.
Cette séquence s'ouvre avec le titre anglais de la série, The Simpsons, écrit en jaune, s'approchant de la caméra dans un ciel bleu foncé au travers de trois cumulus. La suite de la séquence est introduite par le du "P" du titre.
On aperçoit alors un plan large de la ville de Springfield, avec, au premier plan, la centrale nucléaire de la ville et juste derrière la décharge de pneus. La caméra se déplace alors vers l'école élémentaire de Springfield, en passant entre plusieurs bâtiments. Elle passe ensuite à travers une fenêtre de couleur lavande de cette école, afin de faire un plan sur Bart en train de rédiger les lignes d'une punition sur le tableau noir de l'école. La cloche se met alors à sonner, ce qui fait que Bart quitte précipitamment la salle de classe et sort de l'école en skateboard.
On aperçoit ensuite Homer, vêtu d'une combinaison et d'un masque de sécurité, en train de manipuler une barre de carbone inerte, à l'aide d'une pince, à la centrale nucléaire de Springfield. Derrière lui, une personne inconnue mange un sandwich à l'aide d'une autre pince. La sonnerie de fin de journée retentit alors et Homer retire immédiatement son masque. En posant la pince, la barre de carbone rebondit dans son dos alors qu'il quitte la salle.
La caméra arrive alors sur Marge à la caisse d'un supermarché, en train de lire le magazine Mom Monthly. Pendant ce temps, Maggie se trouve sur le tapis roulant de la caisse, et est scannée par la caissière. Cette dernière est alors facturée au prix de 847,63 $, puis elle est placée, avec d'autres courses, dans un sac, avant d'être posée dans le chariot de courses. Et, alors que Marge cherche sa fille autour d'elle, paniquée, Maggie sort sa tête en suçant sa tétine. Elle souffle alors de soulagement puis quitte le supermarché.
La caméra montre alors le cours de musique de Monsieur Largo, en train de diriger un orchestre qui semble jouer le thème du générique. Cependant, le professeur stoppe les enfants pour demander à Lisa de sortir de la pièce, du fait qu'elle joue un air personnel avec son saxophone. Elle part alors, tout en continuant à jouer son air de musique.
On aperçoit alors la famille en train de rentrer chez elle. Cela commence par Homer qui est au volant de sa voiture et qui sent quelque chose dans son dos. Il jette alors la barre de carbone inerte par sa fenêtre, cette dernière rebondissant sur le trottoir à côté de la taverne de Moe. Bart passe alors sur ce même trottoir et se sert d'un lampadaire pour sauter par-dessus la route. Il observe ensuite dans la vitrine d'un magasin un ensemble de télévisions retransmettant l'émission de Krusty le clown, avant de voler le panneau Arrêt de bus derrière lequel cinq personnes inconnues attendent. Le bus passe alors sans s'arrêter et ces personnes se mettent à courir après ce dernier. La caméra suit alors ces individus jusqu'à s'arrêter devant une rue perpendiculaire.
Une voiture arrive alors rapidement de cette rue, puis la caméra fait un plan serré sur Maggie au volant d'une voiture. Cette dernière tourne alors le volant à droite et à gauche pour anticiper des tournants, mais un zoom arrière de la caméra permet de constater que son volant est un jouet accroché à son siège pour bébés. Maggie se trouve en effet sur la banquette avant de la voiture de Marge, Marge étant en train de conduire. La mère et la fille klaxonne alors en quinconce.
Lisa apparaît ensuite à l'écran, sur son vélo, en train de transporter six livres attachés dans un panier à l'avant de ce dernier, ainsi qu'avec son saxophone dans son étui à l'arrière. En heurtant une pierre, Lisa se met à faire un bond avec son vélo et les livres se mettent à voler, mais ils sont retenus par la sangle.
Lisa arrive alors au 742 Evergreen Terrace et saute de son vélo, dans l'allée du garage, en attrapant ses livres et son saxophone pour se diriger vers l'entrée de la maison. Pendant ce temps, le vélo continue sa route tout seul vers le garage de la famille dont la porte est en train de s'ouvrir. Homer arrive alors avec sa voiture qu'il gare devant le garage. Bart saute ainsi avec son skateboard sur le toit de cette dernière pour filer vers la porte de la maison. Homer finit alors par sortir de sa voiture mais se met à crier lorsqu'il remarque que Marge fonce sur lui avec sa voiture. Il rentre alors dans la maison grâce à la porte du garage.
La famille court alors de différentes directions vers le canapé entreposé dans le salon afin de réaliser le gag du canapé. Après le gag, la télévision des Simpson affiche les crédits de la série, avec les producteurs exécutifs (en anglais).
Ce générique est joué pour la dernière fois le 13 mai 1990, lors de la diffusion du treizième et dernier épisode de la première saison, Une soirée d'enfer.

### Saison 2 - Saison 20 (1990 - 2009)
La seconde version de la séquence d'ouverture des Simpson a été diffusée pour la première fois le 11 octobre 1990, lors de la diffusion de l'épisode Aide-toi, le ciel t'aidera, premier épisode de la deuxième saison des Simpson.
Ce générique est très similaire à celui diffusé lors de la première saison. Cependant, il a été réanimé, notamment pour accueillir les nouveaux personnages apparus lors de la première saison. Les couleurs ont également été modifiées sur la plupart des séquences, et l'animation a été fluidifiée, avec des graphismes améliorés.
Ainsi, on peut noter que certaines scènes ont été remplacées ou alors modifiées :
- Le ciel dans le fond de l'écran titre a été éclairci et des nuages ont été rajoutés ;
- L'école élémentaire de Springfield dispose maintenant d'une façade orange avec des accents violets et non plus couleur lavande ;
- Des éléments ont été ajoutés dans la salle de classe dans laquelle Bart effectue sa punition. On retrouve ainsi une horloge, des tables, une poubelle, des prises électriques et un interrupteur ;
- Des bâtiments et de la végétation ont été ajoutés le long de la route qu'emprunte Bart, en skateboard, à la sortie de l'école ;
- M. Burns et Smithers ont été ajoutés, en train d'étudier un plan, à la place de l'inconnu derrière Homer dans la scène de la centrale nucléaire. M. Burns examine alors sa montre lorsque la sonnerie de fin de travail retentit, afin de vérifier qu'elle fonctionne ;
- Un buste de Beethoven a été placé sur le meuble derrière Lisa dans la salle de musique de l'école ;
- La rue dans laquelle Bart fait du skateboard sur le trottoir a été entièrement modifiée, que ce soit au niveau des bâtiments ou au niveau des personnages. La librairie a ainsi été changée en animalerie, la taverne de Moe a été déplacée et est mieux représentée et la boutique dont la vitrine est remplie de télévisions a été raccourcie. Bart ne remarque plus cette dernière. Par ailleurs, les cinq personnes inconnues ont été remplacées et Bart slalome maintenant entre Helen Lovejoy tenant des sacs, Apu promenant un chien, Moe se tenant à la porte de son bar, Barney se dirigeant vers la taverne de Moe, Jacques portant sa boule de bowling et Murphy Gencives Sanglantes portant son saxophone. Au bout du trottoir, le chef Wiggum tente de l'arrêter. Le retrait de la séquence du bus fait que cette séquence est nettement plus courte que dans la première version ;
- Marge arrive maintenant en voiture d'une autre rue en grillant un stop ;
- La séquence de Lisa sur son vélo a été supprimée et remplacée par une séquence d'ensemble de la ville montrant la majorité des personnages secondaires de Springfield : Milhouse et Wendall jouant à la balle, Nelson fouillant une poubelle, Martin se faisant racketter par Jimbo, Jones et Kearney, Patty et Selma bronzant au soleil, Kent Brockman faisant un reportage, Sherri et Terri se promenant, Abraham chantant avec Jasper et Herman, Lou et Eddie sécurisant une rue où le bus d'Otto a perdu une roue, avec les enfants jouant, et le Dr Hibbert regardant une feuille avec le Dr Marvin Monroe. La caméra passe alors devant la maison des Flanders avant de s'arrêter devant celle des Simpson ;
- Devant la maison des Simpson, Homer arrive en premier et se gare dans l'allée du garage alors que la porte s'ouvre. Bart saute alors sur le toit de sa voiture avant de se diriger vers la porte d'entrée. Homer sort ensuite de la voiture et se colle à cette dernière pour éviter Lisa qui se dirige avec son vélo et ses affaires vers la porte de la maison. Puis Marge arrive avec sa voiture ;
- La télévision des Simpson affichant les crédits arbore un design différent, plus rétro que le précédent.

En France, le générique est le même que celui diffusé dans la version originale de la série, à la différence que l'écran titre est différent. En effet, le générique français arbore un écran titre fixe dans lequel le fond avec les nuages est une image fixe du fond de l'écran titre original. Ce fond apparaît grâce à une transition losange vers l'extérieur puis le texte Les Simpson apparaît, par-dessus les nuages fixes, avec un effet vague. L'enchaînement avec la scène suivante n'apparaît donc pas grâce au trou dans la lettre "P".
Toujours en France, l'écran titre a changé à partir de la saison 7, le reste du générique n'ayant pas changé. Le fond de cet écran, toujours fixe, est le même que précédemment, sauf que les couleurs ont été éclaircies et les graphismes améliorés. Le titre Les Simpson arbore, quant à lui, une couleur jaune plus prononcée et une police différente. Le titre est directement incrusté dans le fond et ne dispose donc pas d'animation pour le faire apparaître. L'écran titre apparaît ainsi grâce à un effet de lumière en forme d'étoile tournoyant et rétrécissant jusqu'à faire apparaître le titre complet. L'enchaînement avec la scène suivante n'apparaît toujours pas grâce au trou dans la lettre "P" du titre.
Ce générique est joué pour la dernière fois le 25 janvier 2009, lors de la diffusion du neuvième épisode de la vingtième saison, Lisa la reine du drame.

### Depuis la saison 20 (depuis 2009)
Le 15 février 2009, pour marquer le passage de la série en haute définition, Les Simpson s'est doté d'un tout nouveau générique. Cette nouvelle séquence d'ouverture, utilisée pour la première fois lors de l'épisode Prenez ma vie, je vous en prie, dixième épisode de la vingtième saison, est très similaire à la précédente version, mais elle comporte de nombreux changements visuels dus au format d'image plus large. Elle prend également en compte certains événements survenus depuis la deuxième saison, saison dans laquelle le générique a été modifié pour la dernière fois.

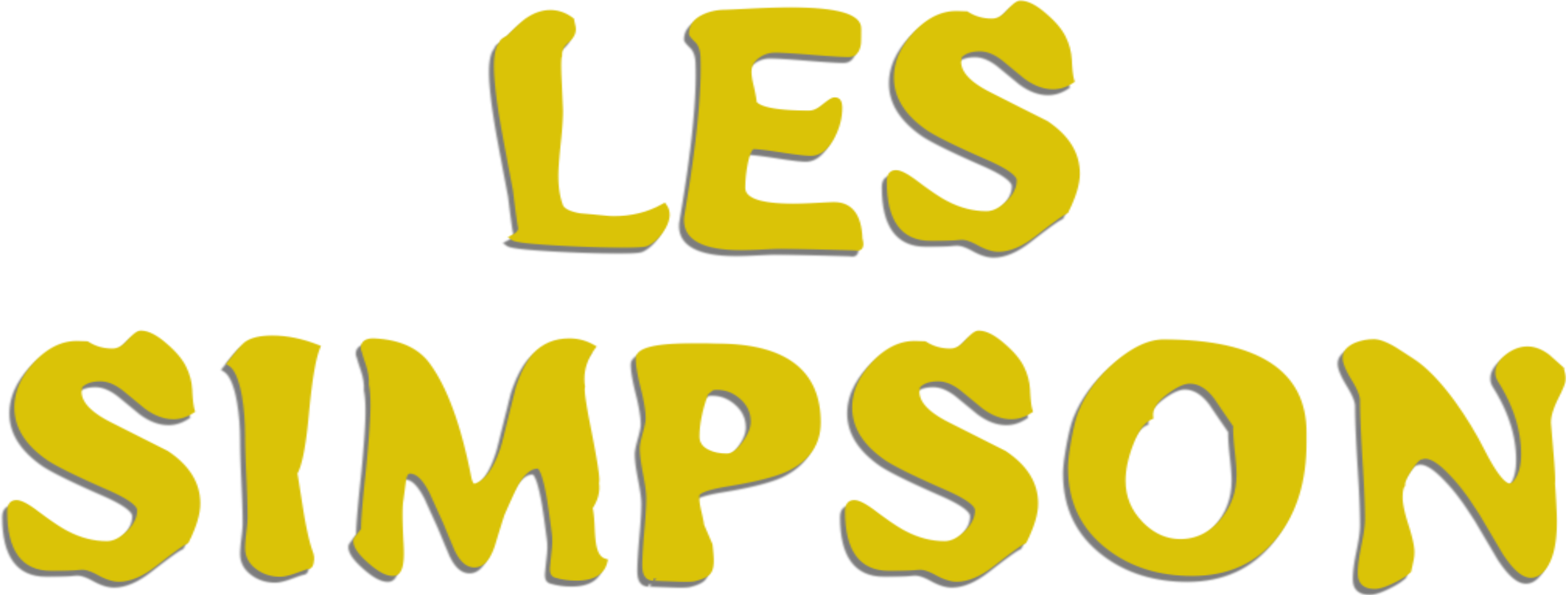
Logo dans la version française du générique depuis la saison 21

La séquence s'ouvre donc, comme d'habitude, avec l'apparition du titre au travers de nuages. Cependant, cet écran titre est accompagné d'une nouveauté : dorénavant, un personnage, un animal ou un véhicule peut apparaître, avec ou sans texte, tout en pouvant interagir avec le titre de la série qui se déplace à travers les nuages. On peut citer Shary Bobbins qui vole avec son parapluie mais qui est aspirée par la lettre "O", le corbeau à trois yeux qui se déplace à travers les nuages devant le titre ou encore Kodos, dans son vaisseau spatial, qui a le message Votez Kodos - Rendez sa grandeur à l'univers accroché derrière. Le trou dans le "P" permet alors de faire le lien avec la scène suivante.
La caméra offre alors une vue, plus complète que précédemment, sur la centrale nucléaire de Springfield avec la décharge de pneus en feu en arrière. Elle se dirige ensuite vers le centre de la ville où l'on aperçoit, devant la mairie, Jimbo et Kearney en train de scier la tête de la statue de Jebediah Springfield. La tête se désolidarise alors de la statue et tombe sur Ralph qui était en train de manger une glace. Cela lui fait tomber sa glace qui arrive sur l’œil de la statue et il dit « c'est tout noir ! » ou « j'vois des étoiles » lors de la première utilisation du générique. La caméra se dirige alors vers l'école élémentaire de Springfield, en passant d'abord entre le Donjon de l'androïde et une boulangerie. Elle passe ensuite à côté du Dodu Donut, puis d'un panneau publicitaire qui affiche un message différent à chaque épisode. La caméra rentre alors dans la salle de classe où Bart effectue sa punition, par la fenêtre habituelle.
On aperçoit alors Bart effectuer sa punition comme à l'accoutumée. Les prises électriques sous le tableau ont cependant disparu et un portrait d'Homer astronaute a pris place sur le mur, tandis qu'un bureau pour le professeur est maintenant présent.
La sonnerie annonce alors la fin de la punition et Bart court vers la sortie de l'école. Il sort de cette dernière, toujours en skateboard, et saute sur un tas de feuilles formé par Willie le jardinier, sous lequel se cachait Barney, ivre, bière à la main. Le saut de Bart sur son ventre le fait alors roter, tandis que Willie s'énerve contre lui pour avoir détruit le tas.
Homer est alors montré, toujours en train de manipuler une barre de carbone inerte avec son équipement de sécurité complet, à la centrale nucléaire. Derrière lui, Lenny change le compteur de jours sans accident dans l'usine, avec l'aide de Carl qui sécurise l'échelle sur laquelle il se trouve. À la sonnerie de fin de travail, Lenny tombe sur Carl et Homer fait, comme traditionnellement, tomber la barre dans son dos en enlevant ses équipements de sécurité.
La scène suivante est celle de Marge, payant ses achats à la caisse du supermarché, suivie par ses sœurs Patty et Selma dont le chariot est rempli de cigarettes Laramie. Marge lit toujours un magazine et, sur le tapis roulant, en plus de Maggie se trouvent des céréales Krusty O's, du détergent M. Scintillant et du jus de tomacco. Maggie est alors scannée et le prix des courses de Marge est multiplié par deux, passant de 243,26 $ à 486,52 $. Elle finit dans un sac de courses dans le chariot de Marge, et, en sortant sa tête du sac, elle croise Bébé Gérald et lui montre le poing, alors que Marge semble sereine, contrairement aux précédents génériques.
Et l'employé du magasin n'est plus une caissière mais un caissier.
On assiste alors à la répétition de la classe de musique de Lisa, sous les ordres de monsieur Largo qui porte maintenant un pull-over gris. Le mur arbore maintenant un portrait de Murphy Gencives Sanglantes et les enfants ont changé et correspondent aux élèves vus traditionnellement à l'école de Springfield. Par ailleurs, Sherri et Terri ont maintenant une taille normale et, au lieu de jouer de la flûte traversière, elles jouent avec leurs smartphones. Lisa est alors exclue du cours par son professeur, à cause du solo qu'elle joue avec son instrument. Elle termine malgré tout son solo en quittant la salle avec son instrument, n'hésitant pas à rouvrir la porte pour finir son morceau.
Comme d'habitude, Homer quitte la centrale nucléaire de Springfield avec sa voiture, en passant près de la prison de la ville. Il sent alors la barre de carbone inerte dans son dos et la lance par la vitre. La barre arrive sur les jambes d'Otto, assis sur un banc en train d'écouter de la musique, qui finit par l'avaler. Bart passe alors en skateboard devant lui et, comme précédemment, il utilise un lampadaire pour passer sur un autre trottoir où les bâtiments sont les mêmes que dans le second générique. Cependant, il évite de justesse un coup de machette de Tahiti Bob, puis dérange les piétons (Helen Lovejoy avec ses courses, Apu et ses octuplés, Moe à la porte de sa taverne, le vendeur de BD en train de manger un menu de chez Krusty Burger, Disco Stu dansant, la folle aux chats se baladant avec ses chats et le riche texan tirant en l'air), poussant le chef Wiggum à vouloir l'arrêter avec sa matraque. Bart traverse alors la rue puis Hans Taupeman sort sa tête d'une bouche d’égout. Arrive alors Marge avec sa voiture (une orange station wagon et non plus une red sedan), roulant sur la bouche d'égout et la claquant sur Hans Taupeman, juste avant de griller un stop.
Maggie fait alors semblant de conduire la voiture, comme dans les précédents génériques, sauf qu'elle se trouve entre Marge et Abraham en train de dormir, tous trois sans ceinture de sécurité. Maggie et Marge klaxonnent alors ensemble, réveillant par la même occasion Abraham qui perd son dentier en s’effrayant.
La caméra fait alors un plan d'ensemble de Springfield, avec un plus grand nombre d'habitants que précédemment. Sous un dirigeable Duff, on voit ainsi Agnès Skinner avec son fils et le superintendant Charlmers, pendant que Milhouse et Wendall jouent toujours et que Martin se fait encore racketter. Ralph, quant à lui, joue avec la terre d'une tombe, pendant que Willie conduit son tracteur et que le maire sort avec Miss Springfield. On voit encore Patty et Selma bronzer au soleil, mais sous le vaisseau spatial de Kang et Kodos, non loin de Cletus et Brandine observant Spider Cochon, alors que Kent Brockman fait encore un reportage, mais à côté du capitaine tenant Blinky, le poisson à trois yeux. Sherri et Terri jouent maintenant à la console, Krusty fume contre un mur sur lequel est taggé El Barto, et M. Burns se trouve avec Smithers derrière ce muret. Par la même occasion, Le Serpent vole l'arme de Lou, qui est toujours avec Eddie, pendant que les mafieux enterrent un cadavre sous la houlette de Gros Tony. Un combat entre Dieu et le Diable près de Mlle Hoover changeant la roue du bus scolaire permet finalement de se diriger vers la maison des Flanders puis celle des Simpson.
La scène où l'ensemble de la famille arrive à la maison est similaire à celle de la seconde séquence, sauf qu'après avoir évité Lisa, Homer s'éloigne de sa voiture et se fait percuter par Marge qui, en entrant sa voiture dans le garage, projette Homer contre la porte faisant le lien entre la maison et le garage, sa silhouette étant alors imprimée sur la porte et le mur troués.
Les Simpson réalisent alors leur traditionnel gag du canapé puis les crédits sont affichés sur un écran plat haute définition. Cet écran peut cependant tomber au sol et se casser, sans que cela ait d'impact sur l'épisode.
Finalement, la séquence d'ouverture des Simpson utilisée depuis la saison 20 possède 13 séquences distinctes, ces séquences pouvant être ajoutées ou supprimées, afin d'adapter la durée de l'épisode à une durée d'environ 21 minutes. Les différentes scènes pouvant être visualisées, dans leur ordre d'apparition, sont :
1. L'écran titre (différent selon les épisodes) ;
2. La vue sur le centre-ville, avec la statue de Jebediah Springfield et le panneau publicitaire devant l'école primaire (différent selon les épisodes) ;
3. La punition de Bart (il écrit sur le tableau noir) (différent selon les épisodes) ;
4. La sortie de Bart de l'école, en skateboard ;
5. La fin de travail d'Homer à la centrale nucléaire ;
6. Le passage de Marge à la caisse du supermarché (différent selon les épisodes) ;
7. La classe de musique de Lisa (différent selon les épisodes) ;
8. La rue que Bart emprunte en skateboard pour rentrer chez lui ;
9. La scène où Maggie fait semblant de conduire la voiture ;
10. Le plan de l'ensemble de la ville ;
11. L'arrivée des Simpson devant leur maison ;
12. Le gag du canapé de la famille (différent selon les épisodes) ;
13. Les crédits.

En France, la série s'est doté du nouveau générique au cours du même épisode qu'aux États-Unis. Cependant, le passage en 16/9 et à la HD n'était pas encore effectif au cours de la vingtième saison. Ainsi, cette nouvelle séquence a été recadrée en 4/3 et l'écran titre reste le même que celui utilisé au début de la saison, ainsi qu'au cours des saisons 7 à 20. Les nouveaux épisodes disposaient donc du nouveau générique mais pas encore d'un écran titre similaire à celui utilisé dans la version originale. Les téléspectateurs français ne pouvaient donc notamment pas visualiser le corbeau traversant l'écran, soit de gauche à droite, soit de droite à gauche, lors du commencement des épisodes de la saison 20, même si le cri de ce dernier était audible. Ce n'est qu'au début de la vingt-et-unième saison que l'écran titre a été adapté en France, avec le texte Les Simpson, mais également les animations. C'est également à ce moment que la série est passée en 16/9 et en HD en France. C'est également la première fois que l'écran titre en animé dans le pays.
Ce générique offre de nombreuses possibilités de détournement. Ainsi, on peut observer à Halloween, lors de certains épisodes Horror Show, un ciel orageux et une ville apocalyptique dans laquelle se trouve de nombreux zombies et monstres (saison 25).
À Noël, depuis la saison 25, le générique montre une ville placée sous la neige où Jebediah Springfield est remplacé par un sapin de Noël, tous les personnages sont habillés en costume de Noël et où Homer conduit une moto-neige et Marge un traîneau tiré par des Petit Papa Noël poursuivis par M. Burns déguisé en Dame Blanche.
Il peut également être modifié pour obtenir des gags du canapé originaux. Ainsi, dans l'épisode 20 de la saison 21 nommé L'Œil sur la ville, le générique est remplacé par les habitants de Springfield représentant les paroles de la chanson Tik Tok de Kesha.
Dans l'épisode 17 de la saison 25 (Luca$), Springfield est remplacée en ville Minecraft. Dans l'épisode 8 de la saison 28 (La Paternité), on assiste à un retournement de situation par rapport au générique traditionnel : le skateboard de Bart se fait casser par Barney, Homer meurt étouffé en avalant la barre de carbone inerte, Lisa s'écroule au sol et se fait assommer par son saxophone, et Maggie et Marge meurent noyées après que Maggie a conduit la voiture dans un lac. Cela conduit à un gag du canapé où Bart se retrouve seul.

## Autres versions
- Kill Gill, volumes 1 et 2 (saison 18 - épisode 9) :
- Privé de jet privé (saison 19 - épisode 1) : Cet épisode est le premier à être diffusé après le film. Ainsi, l'ensemble de la ville est en cours de reconstruction. Bart se déplace donc dans ce Springfield en skateboard où l'on peut voir de nombreuses références au film. Arrivés dans la maison en cours de construction, la famille s'assied sur le canapé avec Spider-Cochon. Homer dit alors au cochon : "Mon amour de l'été !"
- L'Œil sur la ville (saison 21 - épisode 20) : Le générique est un lip dub de la chanson Tik Tok de Kesha. L'ensemble des habitants représentent une partie de cette chanson en reproduisant les gestes racontés par les paroles.
- Ce que veulent les femmes animées (saison 24 - épisode 17) : Ce générique est une parodie de Breaking Bad. L'écran titre commence à la façon Breaking Bad avec les éléments du tableau périodique des éléments. Sur la musique de la série, Marge se met alors à préparer des cupcakes qu'elle remet à Bart dans une mallette. Elle vend alors ces cupcakes lors d'une vente organisée à l'église, sous le regard attentif d'Homer. De retour chez elle, elle calcule ses gains grâce à une compteuse de billets. On aperçoit finalement que les actions de Marge étaient surveillées par les acteurs principaux de Breaking Bad.
- Simpson Horror Show XXIV (saison 25 - épisode 2) : L'ensemble du générique a été revisité par Guillermo del Toro sous une ambiance Halloween. Après l'écran-titre sous un ciel orageux, on assiste à une bataille dans Springfield entre les hommes et les zombies. Après que Ralph a perdu sa tête, le Dodu Donut devient vivant mais se fait manger par le Wigope. Il s'ensuit une parodie des Oiseaux d'Hitchcock où Edna se fait agresser par des corbeaux. Ensuite, Bart parodie Shining en écrivant « Trop de travail et pas de jeu rend bête » où l'on aperçoit Jack écrire la même phrase sur le mur. Après un combat de Willie en référence à Hellboy, Homer se transforme en monstre à la suite du contact avec la barre de carbone inerte. Carl part alors à sa poursuite, en référence à Matrix, en coupant par la même occasion de la tête de Lenny. Toujours dans la centrale, le monstre Burns mange la fée Smithers qui s'occupait de ce dernier. La traditionnelle scène du supermarché affiche un tarif de 666 $ pour Maggie. Alors que Marge est sous l'apparence d'une mante religieuse, Maggie se transforme en Bébé Gérald après que ce dernier s’est transformé en mante religieuse. Lisa elle n'a pas changé d’apparence et continue de jouer du saxophone dans un orchestre sinistre. Dans la rue, Bart doit affronter le monstre M'nthstror avant de se faire poursuivre par différents monstres apparus dans de précédents Horror Show. Maggie au volant d'une voiture va alors pousser Milhouse, qui est à vélo, d'un pont : il va se faire dévorer par Blinky, le poisson aux trois yeux. Cette dernière va écraser le monstre Homer devant la maison familiale. Finalement, on aperçoit le gag du canapé où Lisa, qui est toujours normale, va tomber dans un trou où se trouvent des éléments parodiant notamment Alice au pays des merveilles.
- Noël blanc (saison 25 - épisode 8) : Pour la première fois, le générique est remplacé par un thème de Noël. L'écran titre se déroule sous un ciel neigeux et l'ensemble de Springfield est placé sous la neige. La statue de Jebediah Springfield est remplacée par un sapin de Noël et les personnages sont grimés en lutin. Bart se déplace maintenant en snowboard et Barney est remplacé par Grand-père Simpson qui dit que sous la neige, il a toujours plus chaud que dans sa maison de retraite. À la centrale, la barre de carbone inerte est remplacée par des sucres d'orges et au supermarché, les produits sont directement emballés. Homer conduit lui un snowboard et Marge un traîneau tiré par des Petit Papa Noël. Cette dernière est poursuivie par un Burns grimé en Dame Blanche dont le traîneau est tiré par sa meute. Cependant, la meute est attirée par les chats de la Folle aux chats qui la tire dans son caddie. Le générique fini avec un gag du canapé classique et la télévision décorée aux couleurs de Noël.
- Luca$ (saison 25 - épisode 17) : Ce générique est une parodie de Minecraft. L'écran titre voit apparaître "Simcraft" avec le message "Les parodies sont faciles" disposés de la même manière que pour l'écran titre de Minecraft. La ville et les personnages apparaissent alors et sont tous représentes de manière cubique, comme dans le jeu. En s'asseyant dans leur canapé, un Moe grimé en Creeper arrive en disant "Salut, ça va ?" puis il explose, faisant ainsi disparaître la famille et le canapé.
- Simpsorama (saison 26 - épisode 6) : À l'occasion du crossover entre les Simpson et Futurama, seul l'écran titre a été modifié. Ce dernier affiche le titre de l'épisode dans le même style que l'écran titre de Futurama, avec la musique caractéristique de la série. Il apparaît également le sous-titre "Un condensé d'idées et d'épisodes".
- Pas chez soi pour Noël (saison 26 - épisode 9) : Ce générique au thème de Noël est relativement similaire à celui du huitième épisode de la vingt-cinquième saison. Cependant, Abraham est remplacé par Willie qui se bat avec des ours blancs, Maggie offre un cadeau à Bébé Gérald, Lisa est entièrement recouverte par la neige et un nouveau traîneau poursuit Marge. Ce quatrième traîneau est celui du Capitaine McAllister qui est tiré par des pingouins. Le gag du canapé est une référence à la Reine des neiges.
- Taxi Girl (saison 26 - épisode 14) : Le générique est ici entièrement en 8-bit. Alors que l'écran titre 8-bit est celui du nouveau générique, le générique qui a inspiré celui de cet épisode est le second générique de la série. On peut par ailleurs y apercevoir de nombreuses références aux précédentes saisons, comme le groupe des Bémols sur le toit du bar de Moe. Dans le gag du canapé, on aperçoit énormément de références aux précédentes saisons en 8-bit.
- La Paternité (saison 28 - épisode 8) : Ce générique reste très proche de l'original mais la situation se retourne complètement. Lorsque Bart saute sur Barney avec son skateboard, ce dernier se révolte, prend le skate de Bart, et le casse. Homer lui meurt étouffer par la barre en carbone inerte. Lisa quant à elle se fait assommer par son propre saxophone. Pour Marge, cette dernière s'est assoupie sur la banquette arrière de sa voiture et constate trop tard que Maggie est au volant. La voiture sort finalement de la route et, après être rentrée dans une grange, finit au fond d'un lac dont Marge et Maggie ne sortiront pas. Bart arrive finalement seul pour le gag du canapé et remplace sa famille par leurs portraits. Il finit par dire que finalement, il a la télécommande. La télé introduit alors directement la première séquence de l'épisode.
- 22 pour 30 (saison 28 - épisode 16) : Le générique commence par les nuages ainsi que le titre habituel, il passe ensuite directement au moment où Homer se fait renversé et traverse la porte. Il s'ensuit une version dessiner de la scène du canapé. C'est enfaite Homer qui dessine Marge, qui dessine Bart, qui dessine Lisa, qui dessine Maggie qui dessine la scène du canapé. Le générique ce finit par Homer qui se plante le crayon dans l'œil en essayant de manger son donut.
- Une ville de chiens (saison 28 - épisode 22) : Dans cet épisode, le générique est "inversé". On assiste d'abord au gag du canapé puis, après les crédits dans la télévision, l'écran titre apparaît. On aperçoit alors la scène traditionnelle de l'école avec Bart puis Homer qui jette la barre de carbone inerte. Cependant, après cela, Homer bifurque sur la route et se retrouve dans un embouteillage. Commence alors ici l'intrigue de l'épisode.
- Les Serfson (saison 29 - épisode 1) : Le générique se déroule dans la même époque que l'épisode. L'écran titre est remplacé par "The Serfsons" puis des images d'une période médiévale apparaissent.
- Chantons sur la piste (saison 29 - épisode 7) : Le générique se déroule ici sous l'océan. L'écran titre est remplacé par "The Shrimpsons", l'école se fait dans une épave de bateau, le skateboard de Bart est remplacé par une raie, la barre de carbone inerte par un ver luisant, le caissier de supermarché par une pieuvre et la voiture de Marge par une tortue. Toute la famille de poissons Simpson s’assoit alors sur le canapé avant de se faire capturer et placer dans une cage remplie de homards.
- Porté disparu (saison 29 - épisode 9) : Ce nouveau générique au thème de Noël est similaire à celui du neuvième épisode de la vingt-sixième saison. Cependant, Willie est accompagné par un bonhomme de neige vivant et un nouveau traîneau poursuit Marge. Ce cinquième traîneau est celui de Krusty qui est tiré par des M. Teeny.
- Lisa a le blues (saison 29 - épisode 17) : Ce générique célèbre les 30 ans de la série. Il débute avec le court-métrage The Aquarium qui fut diffusé le 28 février 1988 dans The Tracey Ullman Show. S'ensuit à cela l'ouverture sur les nuages avec l'écran titre « The Flintstones » (nom anglais des Pierrafeu) remplacé par un effet de rembobinage par « The Simpstones » puis « The Simpsons », pour faire le lien entre les deux séries. À la suite de cela, on observe un arrêt sur l'écran publicitaire indiquant qu'on a tiré sur M. Burns en 1995 mais qu'aucune arrestation n'a eu lieu depuis. Ensuite, Homer écrit sur le tableau noir « Je ne parierai plus avec Bart sur le carré final », en référence au record du nombre d'épisodes battu par la série avec cet épisode. Bébé Gérald affiche par ailleurs « joyeux 635e ! » dans le supermarché. La scène du solo de Lisa fait alors le lien entre le générique et le début de l'épisode. L'épisode commençant alors sans gag du canapé, on observe quelques secondes après le début de l'épisode la famille habillée en bûcherons qui ne peut pas réaliser le gag du canapé car Lisa n'est pas présente. Bart annonce en effet : « On ne peut pas faire le gag du canapé tant que Lisa n'est pas là ! ». Homer aurait alors dû couper un rondin de bois en canapé avec une tronçonneuse. Finalement, Maggie fait remarquer : « On est des bûcherons. Pourquoi est-ce que c'est drôle ? »
- Bart n'est pas mort (saison 30 - épisode 1) : Ce générique célèbre les 30 ans et donc la trentième saison des Simpson. Il débute avec l'écran titre normal dont les lettres "S" et "O" sont remplacées par 30, pour rendre hommage aux 30 ans de la série. On visualise alors une image de chacune des saisons, en allant de la saison 29 à la saison 2, avec le nombre 30 qui décroit dans le logo "Simpson". Finalement, on aperçoit un extrait de la première saison qui est visualisé par une famille d'extra-terrestres ressemblant aux Simpson qui est située à 30 années-lumière de la Terre.
- De Russie sans amour (saison 30 - épisode 6) : L'écran titre Les Simpson est inversé et la musique The Simpsons est jouée à l'envers. Dieu retourne alors l'écran titre ce qui permet à la musique de se jouer correctement.
- C'est la 30ème saison ! (saison 30 - épisode 10) : Ce nouveau générique au thème de Noël est similaire à celui du neuvième épisode de la vingt-neuvième saison.